# Initiatief Cuba Socialista
Initiatief Cuba Socialista (ICS) is een Belgische solidariteitsbeweging met Cuba. ICS werd opgericht in 1992 naar aanleiding van het verscherpen van de VS-blokkade door de wet Torricelli. In oktober 1994 richtte het voor het eerst het jaarlijks solidariteitsevenement Che Presente in. Tien jaar later, in oktober 2004, startte het met de ledenbeweging. Intussen heeft het de kaap van de 650 leden overschreden. Het werkt op basis van een platform dat de Cubaanse revolutie ondersteunt.
ICS organiseert jaarlijks nationale activiteiten, zoals de solidariteitsdag ‘Che Presente' en informatienamiddagen. Het voert campagnes en (co-)organiseert acties in solidariteit met Cuba, en tegen de houding van de VS en Europa. Het nodigt regelmatig Cubaanse gasten uit. ICS organiseert inleefreizen, hoofdzakelijk gericht op jongeren en syndicalisten. ICS neemt deel aan nationale en internationale solidariteitsinitiatieven. Via zijn site zorgt het voor actuele info, en men vindt er ook alle informatie over ICS (platformtekst, statuten). ICS geeft ook eigen boeken en brochures uit en heeft een reeks animatoren om spreekbeurten te geven en werkgroepen te leiden.